# Coosa River
Der Coosa River entsteht durch den Zusammenfluss von Oostanaula River und Etowah River bei Rome, im Nordwesten Georgias, in den südlichen Appalachen. Etwa zu 90 % verläuft er im benachbarten Staat Alabama, wo er zu den meistbenutzten Flüssen gehört. Dort fließt er knapp nördlich der Landeshauptstadt Montgomery mit dem Tallapoosa River zusammen, um den Alabama River zu bilden. Alabama Power unterhält sechs Staudämme am Verlauf des Flusses, um Strom zu erzeugen. Die Artenvielfalt des Flusses leidet unter diesen Eingriffen in die Natur.
Der Ursprung des Flusses ist der Zusammenfluss mehrerer Zuflüsse aus den Blue Ridge Mountains und dem Cumberland-Plateau: des Conasauga und Coosawattee, die zusammen den Oostanaula bilden, und des Etowah.
Coosa County ist nach dem Fluss benannt.